# Сентре (Горња Саона)
Сентре (фр. Cintrey) је насеље и општина у источној Француској у региону Франш-Конте, у департману Горња Саона која припада префектури Везул.
По подацима из 2011. године у општини је живело 114 становника, а густина насељености је износила 18,75 становника/km². Општина се простире на површини од 6,08 km². Налази се на средњој надморској висини од 317 метара (максималној 358 m, а минималној 263 m).

## Демографија
| 1962. | 1968. | 1975. | 1982. | 1990. | 1999. | 2011. |
| ----- | ----- | ----- | ----- | ----- | ----- | ----- |
| 194   | 170   | 144   | 156   | 146   | 140   | 114   |

График промене броја становника у току последњих година